# Shabir Isoufi
Shabir Isoufi (* 9. März 1992 in Kandahar, Afghanistan) ist ein niederländisch-afghanischer Fußballspieler.

## Karriere

### Vereinskarriere
Der offensive Mittelfeldspieler stand in der Saison 2011/12 bei Feyenoord Rotterdam unter Vertrag, war aber seit Dezember 2011 an den Zweitligisten FC Dordrecht ausgeliehen, für den er in zehn Spielen der Eerste Divisie einen Treffer erzielte. Vor seinem Wechsel zu Feyenoord war er beim Lokalrivalen Excelsior in Rotterdam aktiv; hier kam er viermal in der Eredivisie zum Einsatz. Seit 2014 ist er nur noch im Amateurbereich aktiv, zuletzt beim Fünftligisten SC Feyenoord.

### Nationalmannschaft

#### Niederlande
Er absolvierte insgesamt 17 Länderspiele für die Nachwuchsteams der Niederlande, darunter die 1:2-Finalniederlage bei der U-17-Europameisterschaft 2009 gegen Deutschland.

#### Afghanische Nationalmannschaft
Am 29. Mai 2015 debütierte Isoufi in der afghanischen Nationalmannschaft, dabei schoss er ein Tor. Alle seine sieben Länderspiele absolvierte er in diesem Jahr.